# Condado de Choszczno
Nota linguística: Não confundir hrabstwo (condado) com powiat (divisão administrativa)..
Condado de Choszczno (polaco: powiat choszczeński) é um powiat (condado) da Polónia, na voivodia de Zachodniopomorskie. A sede do condado é a cidade de Choszczno. Estende-se por uma área de 1327,95 km², com 50 327 habitantes, segundo os censos de 2007, com uma densidade 37,59 hab/km².

## Divisões admistrativas
O condado possui:
Comunas urbana-rurais: Choszczno, Drawno, Pełczyce, Recz
Comunas rurais: Bierzwnik, Krzęcin
Cidades: Choszczno, Drawno, Pełczyce, Recz

## Demografia
População (dados de 30 de Junho de 2005):
|          | Total   | Total | Mulheres | Mulheres | Homens  | Homens |
| -------- | ------- | ----- | -------- | -------- | ------- | ------ |
|          | pessoas | %     | pessoas  | %        | pessoas | %      |
| Total    | 52 244  | 100   | 26 316   | 50,4     | 25 928  | 49,6   |
| Cidades  | 25 878  | 100   | 12 229   | 51,2     | 11 649  | 48,8   |
| Povoados | 26 366  | 100   | 13 087   | 49,6     | 13 279  | 50,4   |